# Papilio ascalaphus
Papilio ascalaphus (лат. Papilio ascalaphus) — дневная бабочка семейства парусников (лат. Papilionidae). Впервые описана Жаном Буадювалем в 1836 году и названа им в честь героя «Илиады» Аскалафа.

## Описание
Самки крупнее самцов. Размах крыльев 140—160 мм. Доминирующая окраска крыльев чёрная. На наружный поверхности вдоль жилок серебристо-серое напыление. На обратной поверхности задних крыльев вдоль внутреннего края располагается 4—6 С-образных пятен красного цвета. На задних крыльях располагается по одному хвостику длиной 3—7 мм. Грудь чёрного цвета, брюшко в красно-чёрную поперечную полоску.

## Ареал
Распространён в по всему Индонезийскому архипелагу и Филиппинам.

## Биология
Вид распространен в тропических влажных лесах, часто вдоль водоемов. Гусеницы питаются листьями растений рода Цитрус.

## Подвиды
- Papilio ascalaphus ascalaphus остров Сулавеси
- Papilio ascalaphus ascalon Сулу